# Esenbeckia scionodes
Esenbeckia scionodes är en tvåvingeart som beskrevs av Philip 1973. Esenbeckia scionodes ingår i släktet Esenbeckia och familjen bromsar. Inga underarter finns listade i Catalogue of Life.